# Nati il 17 agosto
| Questa pagina contiene informazioni ricavate automaticamente dalle voci biografiche con l'ausilio del template Bio e di un bot. L'aggiornamento è periodico e automatico e ricostruisce completamente la pagina. Se manca una persona in questa lista, sei pregato di non aggiungerla, ma accertati piuttosto che la sua voce biografica contenga il template Bio e che i dati anagrafici siano correttamente compilati. Se il template Bio manca, inseriscilo tu stesso o, in alternativa, metti l'avviso {{tmp\|Bio}} che ne segnala la mancanza. Se i dati riportati sono sbagliati, correggi direttamente la voce biografica; le modifiche saranno visibili in questa lista entro pochi giorni. Per chiarimenti vedi il progetto biografie. La lista contiene solo le 1.115 persone che sono citate nell'enciclopedia e per le quali è stato implementato correttamente il template Bio. Pagina aggiornata al 17 ago 2025. |

## XII secolo(1)
- 1153 - Guglielmo, conte di Poitiers, nobile britannico († 1156)

## XV secolo(3)
- 1465 - Filiberto I di Savoia, duca († 1482)
- 1473 - Riccardo Plantageneto, I duca di York, duca britannico († 1483)
- 1487 - Francesco Riario-Sforza, vescovo cattolico italiano († 1546)

## XVI secolo(7)
- 1501 - Filippo II di Hanau-Münzenberg, tedesco († 1529)
- 1556 - Alexander Briant, presbitero e gesuita inglese († 1581)
- 1570 - Satake Yoshinobu, militare giapponese († 1633)
- 1574 - Giovanni Taddeo di Sant'Eliseo, vescovo cattolico spagnolo († 1633)
- 1578 - Francesco Albani, pittore italiano († 1660)
- 1578 - Giovanni di Hohenzollern-Sigmaringen, conte († 1638)
- 1586 - Johannes Valentinus Andreae, teologo tedesco († 1654)

## XVII secolo(11)
- 1601 - Pierre de Fermat, matematico francese († 1665)
- 1603 - Lennart Torstenson, ufficiale e ingegnere militare svedese († 1651)
- 1612 - Jeremi Michał Wiśniowiecki, generale polacco († 1651)
- 1629 - Giovanni III Sobieski, re († 1696)
- 1644 - Luigi Caroelli, giurista e avvocato italiano († 1720)
- 1686 - Nicola Porpora, compositore italiano († 1768)
- 1691 - Johann Christian Kirchner, scultore tedesco († 1732)
- 1695 - Gustaf Lundberg, pittore svedese († 1786)
- 1699 - Bernard de Jussieu, botanico e medico francese († 1777)
- 1700 - Antonio Marino Priuli, cardinale e vescovo cattolico italiano († 1772)
- 1700 - Clemente Augusto di Baviera, arcivescovo cattolico tedesco († 1761)

## XVIII secolo(48)
- 1701 - Pietro Piffetti, ebanista italiano († 1777)
- 1702 - Muhammad Shah, indiano († 1748)
- 1707 - Jean-Baptiste Louis Frédéric de La Rochefoucauld de Roye, militare francese († 1746)
- 1713 - Antoine de Malvin de Montazet, nobile e arcivescovo cattolico francese († 1788)
- 1718 - Francis Willis, medico e presbitero britannico († 1807)
- 1719 - Johann Elias Schlegel, scrittore e drammaturgo tedesco († 1749)
- 1720 - Charles Eisen, pittore, incisore e disegnatore francese († 1778)
- 1723 - Francesco Maria Bolognini, presbitero italiano († 1800)
- 1723 - John Hobart, II conte di Buckinghamshire, nobile e politico inglese († 1793)
- 1725 - Giovanni Ghirlandini, pittore italiano
- 1732 - Filippo Lancellotti, cardinale italiano († 1794)
- 1733 - François Baron de Tott, nobile francese († 1793)
- 1734 - Barbara Heck, religiosa irlandese († 1804)
- 1734 - Ciro Saverio Minervini, storico e religioso italiano († 1805)
- 1734 - Fra Felice da Sambuca, pittore e presbitero italiano († 1805)
- 1737 - Antoine Parmentier, farmacista, agronomo e igienista francese († 1813)
- 1743 - Eberhard August Wilhelm von Zimmermann, geografo e zoologo tedesco († 1815)
- 1744 - Rocco Torricelli, pittore svizzero († 1832)
- 1750 - Scipione Breislak, geologo e naturalista italiano († 1826)
- 1753 - Josef Dobrovský, filologo, storico e slavista ceco († 1829)
- 1754 - Louis-Marie-Stanislas Fréron, politico, rivoluzionario e militare francese († 1802)
- 1755 - Antoine Louis Marie de Gramont, ufficiale e politico francese († 1836)
- 1757 - Adam von Bartsch, scrittore e incisore austriaco († 1821)
- 1761 - William Carey, missionario e presbitero irlandese († 1834)
- 1761 - Giovanni Battista Rampoldi, islamista, pedagogista e geografo italiano († 1836)
- 1763 - Anna Aleksandrovna Bagrationi, principessa georgiana († 1842)
- 1763 - Dmitrij Nikolaevič Senjavin, ammiraglio russo († 1831)
- 1764 - Éloi Labarre, architetto francese († 1833)
- 1765 - John Hope, IV conte di Hopetoun, generale britannico († 1823)
- 1768 - Louis Charles Antoine Desaix, generale francese († 1800)
- 1776 - Wilhelm Benecke, mercante e saggista tedesco († 1837)
- 1778 - John Varley, pittore e astrologo britannico († 1842)
- 1780 - Ignaz Paul Vital Troxler, medico, filosofo e politico svizzero († 1866)
- 1782 - Pierre-Luc-Charles Ciceri, scenografo francese († 1868)
- 1786 - Davy Crockett, militare e politico statunitense († 1836)
- 1786 - Vittoria di Sassonia-Coburgo-Saalfeld, nobildonna († 1861)
- 1787 - Natal'ja Jur'evna Golovkina, nobildonna russa († 1860)
- 1788 - Godefroy Engelmann, litografo francese († 1839)
- 1790 - Coriolano Malingri di Bagnolo, traduttore, poeta e politico italiano († 1855)
- 1794 - Joseph-Agricola Chenal, politico francese († 1881)
- 1794 - Alessandro di Hohenlohe-Waldenburg-Schillingsfürst, arcivescovo cattolico e abate tedesco († 1849)
- 1796 - Guido Sorelli, scrittore e poeta italiano († 1847)
- 1798 - Paolo I Demidoff, imprenditore russo († 1840)
- 1798 - Thomas Hodgkin, medico britannico († 1866)
- 1799 - Richard Laming, chirurgo, filosofo e inventore britannico († 1879)
- 1799 - Robert von Mohl, politologo tedesco († 1875)
- 1799 - Barbu Dimitrie Știrbei, nobile rumeno († 1869)
- 1800 - Charles Rogier, politico belga († 1885)

## XIX secolo(151)
- 1801 - Fredrika Bremer, scrittrice e attivista svedese († 1865)
- 1801 - John Timbs, scrittore, editore e antiquario inglese († 1875)
- 1803 - Joseph Marchand, religioso e missionario francese († 1835)
- 1806 - Peter Richard Kenrick, arcivescovo cattolico irlandese († 1896)
- 1806 - Johann Kaspar Mertz, chitarrista e compositore slovacco († 1856)
- 1807 - Antonio Carra, magistrato, docente e politico italiano († 1877)
- 1810 - Luigi Beretta, militare italiano († 1859)
- 1811 - Johannes Cornelius Gerardus Boot, latinista e grecista olandese († 1901)
- 1814 - Désiré Niel, politico francese († 1873)
- 1815 - Carlo Barbiano di Belgiojoso, scrittore, pittore e politico italiano († 1881)
- 1818 - Nicola de Gemmis, letterato e patriota italiano († 1883)
- 1819 - Ferdinando Coletti, medico italiano († 1881)
- 1823 - Catharine Ann Fish Stebbins, attivista e docente britannica († 1904)
- 1824 - Upilio Faimali, circense italiano († 1894)
- 1828 - Maria Deraismes, scrittrice e giornalista francese († 1894)
- 1830 - Richard von Volkmann, chirurgo tedesco († 1889)
- 1833 - Giuseppe Chiarini, letterato e critico letterario italiano († 1908)
- 1834 - Wilhelm Fröhner, archeologo e numismatico tedesco († 1925)
- 1837 - Charlotte Forten Grimké, docente, poetessa e attivista statunitense († 1914)
- 1838 - Tommaso Cannizzaro, poeta, critico letterario e traduttore italiano († 1921)
- 1838 - Antonio Carpenè, chimico e enologo italiano († 1902)
- 1838 - Gustav von Kosjek, diplomatico e nobile austriaco († 1897)
- 1839 - Matthijs Maris, pittore e incisore olandese († 1917)
- 1841 - Enrico De Seta, avvocato e politico italiano († 1929)
- 1841 - Fagundes Varela, poeta brasiliano († 1875)
- 1842 - Hugo Egmont Hørring, politico danese († 1909)
- 1843 - Cemile Sultan, principessa ottomana († 1915)
- 1843 - Alexandre Lacassagne, antropologo francese († 1924)
- 1843 - Adolfo Leris, funzionario e politico italiano († 1918)
- 1843 - Mariano Rampolla del Tindaro, cardinale e arcivescovo cattolico italiano († 1913)
- 1844 - Francis Bertie, I visconte Bertie di Thame, diplomatico inglese († 1919)
- 1844 - Menelik II, imperatore etiope († 1913)
- 1845 - Marcolino del Carmelo Benavente, vescovo cattolico argentino († 1910)
- 1845 - Agatino Perrotta, poeta e scrittore italiano († 1921)
- 1846 - Marie Jaëll, pianista, compositrice e pedagoga francese († 1925)
- 1847 - Fedele Cappelletti, ceramista italiano († 1920)
- 1853 - Peter Bryce, medico e scrittore canadese († 1932)
- 1853 - Nicolò d'Alfonso, filosofo, pedagogista e medico italiano († 1933)
- 1854 - Alfonso Asturaro, sociologo italiano († 1917)
- 1855 - Ettore Caporali, matematico italiano († 1886)
- 1856 - Angelo Carminati, imprenditore, diplomatico e politico italiano († 1934)
- 1856 - Maurice Hauriou, giurista francese († 1929)
- 1857 - Jan Cieplak, arcivescovo cattolico polacco († 1926)
- 1860 - Giovanni Abbagnano, imprenditore italiano († 1922)
- 1860 - Gustav Frederik Esmann, drammaturgo e giornalista danese († 1904)
- 1861 - Ludwig von Hofmann, pittore tedesco († 1945)
- 1864 - Filippo Martinengo, generale italiano († 1952)
- 1864 - Librado Rivera, giornalista e politico messicano († 1932)
- 1864 - Paul Wendland, filologo classico tedesco († 1915)
- 1865 - Julia Marlowe, attrice teatrale statunitense († 1950)
- 1866 - Christina Greenstidel, mistica e docente tedesca († 1930)
- 1866 - Mahbub Ali Khan Siddiqi, Asif Jah VI, principe indiano († 1911)
- 1866 - William Tyrrell, I barone Tyrrell, diplomatico inglese († 1947)
- 1867 - Romeo Frezzi, attivista italiano († 1897)
- 1867 - Arthur Sambon, numismatico e storico francese († 1947)
- 1868 - Edward Józef Abramowski, sociologo e psicologo polacco († 1918)
- 1868 - Alexandre Bergès, schermidore francese
- 1868 - Ljudmyla Mychajlivna Staryc'ka-Černjachivs'ka, scrittrice, traduttrice e critica letteraria ucraina († 1941)
- 1870 - Liberato Marcial Rojas, politico, giornalista e poeta paraguaiano († 1922)
- 1871 - Eduardo Baccari, militare, diplomatico e medico italiano († 1952)
- 1871 - Jesse Lynch Williams, scrittore e drammaturgo statunitense († 1929)
- 1871 - Ciro Trabalza, grammatico e critico letterario italiano († 1936)
- 1872 - Bessie Potter Vonnoh, scultrice statunitense († 1955)
- 1872 - Traian Vuia, inventore romeno († 1950)
- 1873 - John Sampson, ginecologo statunitense († 1946)
- 1874 - John A. Moroso, scrittore e sceneggiatore statunitense († 1957)
- 1874 - Alfredo Attilio Schettini, avvocato e politico italiano († 1960)
- 1876 - Theodor Däubler, scrittore e poeta austriaco († 1934)
- 1876 - Dragutin Dimitrijević, militare, agente segreto e rivoluzionario serbo († 1917)
- 1876 - James Eric Drummond, diplomatico britannico († 1951)
- 1876 - Henri Winkelman, generale olandese († 1952)
- 1877 - Giuseppe Bonfantini, politico italiano († 1955)
- 1877 - Bernhoff Hansen, lottatore norvegese († 1950)
- 1877 - Ralph McKittrick, golfista e tennista statunitense († 1923)
- 1877 - Artur Śliwiński, politico polacco († 1953)
- 1877 - Matilde di Baviera, principessa († 1906)
- 1878 - Paolo Enriques, zoologo italiano († 1932)
- 1878 - Oliver St. John Gogarty, medico, poeta e scrittore irlandese († 1957)
- 1878 - Aleksandr Andreevič Svečin, generale e scrittore russo († 1937)
- 1878 - Paul Troost, architetto tedesco († 1934)
- 1879 - Pierre Ceresole, pacifista svizzero († 1945)
- 1879 - Antonio Certani, violoncellista e compositore italiano († 1952)
- 1879 - Arnold Kutzinski, neurologo e psichiatra tedesco († 1956)
- 1880 - Paul Kammerer, biologo austriaco († 1926)
- 1880 - Ljudevit Pivko, insegnante, patriota e ufficiale sloveno († 1937)
- 1881 - Piet Kramer, architetto olandese († 1961)
- 1881 - Federico Palazzoli, imprenditore e dirigente sportivo italiano († 1969)
- 1882 - Samuel Goldwyn, produttore cinematografico polacco († 1974)
- 1882 - Charles Judels, attore e doppiatore statunitense († 1969)
- 1883 - Sent M'Ahesa, ballerina, traduttrice e giornalista svedese († 1970)
- 1883 - Lidija Ryndina, attrice russa († 1964)
- 1883 - Alfred Wäger, generale tedesco († 1956)
- 1884 - Vincenzo Del Giudice, giurista italiana († 1970)
- 1885 - Tim Ahearne, triplista britannico († 1968)
- 1885 - Arnaldo Boscolo, commediografo italiano († 1963)
- 1885 - Kurt Hiller, scrittore, giornalista e pacifista tedesco († 1972)
- 1886 - Stefan Bryła, ingegnere polacco († 1943)
- 1886 - Stefan Walczykiewicz, vescovo cattolico polacco († 1940)
- 1887 - Carlo I d'Austria, imperatore austro-ungarico († 1922)
- 1887 - Adriaan Fokker, fisico e musicista olandese († 1972)
- 1887 - Marcus Garvey, sindacalista e scrittore giamaicano († 1940)
- 1887 - Samuel Alphonsius Stritch, cardinale e arcivescovo cattolico statunitense († 1958)
- 1888 - Monty Woolley, attore statunitense († 1963)
- 1889 - Lalla Carlsen, attrice norvegese († 1967)
- 1889 - Bortolo Galletto, politico italiano († 1959)
- 1889 - Niranjan Pal, regista e sceneggiatore indiano († 1959)
- 1889 - Edmond Privat, scrittore, giornalista e esperantista svizzero († 1962)
- 1890 - Harry Hopkins, politico statunitense († 1946)
- 1890 - Hans Kreysing, generale tedesco († 1969)
- 1891 - Oliverio Girondo, poeta argentino († 1967)
- 1891 - Filippo Guerrieri, politico italiano († 1967)
- 1891 - Abram Kardiner, antropologo statunitense († 1981)
- 1891 - Alfred Roth, calciatore francese († 1966)
- 1892 - István Lichteneckert, schermidore ungherese († 1929)
- 1892 - Edna Maison, attrice statunitense († 1946)
- 1892 - Maurice Meyer, calciatore francese († 1971)
- 1892 - Ezio Vigorelli, politico e partigiano italiano († 1964)
- 1892 - Tamon Yamaguchi, ammiraglio giapponese († 1942)
- 1893 - John Brahm, regista e attore tedesco († 1982)
- 1893 - Mae West, attrice statunitense († 1980)
- 1894 - Giulio Bertagna, dirigente d'azienda, avvocato e politico italiano († 1959)
- 1894 - Erik Blomberg, poeta, scrittore e critico letterario svedese († 1965)
- 1894 - Giovanni Cartia, avvocato e politico italiano († 1959)
- 1894 - Gilda Cian, poetessa e scrittrice italiana († 1968)
- 1894 - Clara G. McMillan, politica statunitense († 1976)
- 1894 - Otto Suhr, politico tedesco († 1957)
- 1894 - Josef Söhngen, antifascista tedesco († 1970)
- 1894 - Riyad al-Sulh, politico libanese († 1951)
- 1895 - Guido Buffarini Guidi, politico italiano († 1945)
- 1895 - Johannes Kleiman, olandese († 1959)
- 1895 - António Ferro, scrittore, politico e giornalista portoghese († 1956)
- 1896 - Leslie Groves, generale statunitense († 1970)
- 1896 - Lotte Jacobi, fotografa tedesca († 1990)
- 1896 - Tina Modotti, fotografa, attivista e attrice italiana († 1942)
- 1896 - Oliver Waterman Larkin, storico statunitense († 1970)
- 1896 - Jozéf Wittlin, scrittore polacco († 1976)
- 1897 - Salvatore Allegra, compositore e direttore d'orchestra italiano († 1993)
- 1897 - Paul Bloch, calciatore francese († 1962)
- 1897 - Erik Charpentier, ginnasta e altista svedese († 1978)
- 1897 - María Crescencia Pérez, religiosa argentina († 1932)
- 1897 - Luigi Signorini Corsi, avvocato e collezionista d'arte italiano († 1967)
- 1898 - Leon Hefflin Sr., imprenditore, dirigente d'azienda e manager statunitense († 1975)
- 1898 - Albert Sauer, militare tedesco († 1945)
- 1898 - Georg Schumann, calciatore tedesco († 1959)
- 1898 - Matvej Vasil'evič Zacharov, generale sovietico († 1972)
- 1899 - Julius Bartels, geofisico tedesco († 1964)
- 1899 - Olinto Cremaschi, politico e partigiano italiano († 1974)
- 1899 - Janet Lewis, scrittrice e poetessa statunitense († 1998)
- 1899 - Clemente Morando, calciatore e allenatore di calcio italiano († 1972)
- 1899 - Ruth Schaumann, scrittrice, poetessa e scultrice tedesca († 1975)
- 1900 - August Becker, chimico e militare tedesco († 1967)

## XX secolo(867)
- 1901 - László Hartmann, pilota automobilistico ungherese († 1938)
- 1901 - Francis Perrin, fisico francese († 1992)
- 1901 - Joseph Siquet, ciclista su strada belga († 1983)
- 1901 - Dieudonné Smets, ciclista su strada belga († 1981)
- 1901 - Henri Tomasi, compositore e direttore d'orchestra francese († 1971)
- 1902 - Giulio Pastore, sindacalista e politico italiano († 1969)
- 1903 - Raoul Follereau, giornalista, filantropo e poeta francese († 1977)
- 1903 - Gustav Münzberger, militare tedesco († 1977)
- 1903 - Georges Sébastian, direttore d'orchestra ungherese († 1989)
- 1903 - Olav Sunde, giavellottista norvegese († 1985)
- 1904 - Louis Cattiaux, poeta e pittore francese († 1953)
- 1904 - André Devauchelle, ciclista su strada francese († 1972)
- 1904 - Giovanni Mazzoni, calciatore e allenatore di calcio italiano († 1960)
- 1904 - Giovanni Pavoni, calciatore italiano
- 1904 - Giulio Razzi, compositore e direttore d'orchestra italiano († 1976)
- 1904 - Giovanni Ricci, matematico italiano († 1973)
- 1904 - Cesario D'Amato, vescovo cattolico italiano († 2000)
- 1905 - Martin Obzina, scenografo statunitense († 1979)
- 1905 - Josef Šíma, calciatore cecoslovacco († 1983)
- 1906 - Đuka Agić, calciatore jugoslavo († 1985)
- 1906 - Ivano Curti, politico italiano († 1990)
- 1906 - Eduard Strauch, militare, criminale di guerra e agente segreto tedesco († 1955)
- 1906 - Marcello Caetano, politico portoghese († 1980)
- 1907 - Wilf Copping, calciatore inglese († 1980)
- 1907 - Gunnar Jansson, calciatore svedese († 1998)
- 1907 - Roger Peyrefitte, diplomatico, scrittore e attivista francese († 2000)
- 1907 - Ciro Verratti, schermidore e giornalista italiano († 1971)
- 1908 - Angelo Paredi, religioso, storico e bibliotecario italiano († 1997)
- 1908 - Piero Scanziani, scrittore svizzero († 2003)
- 1908 - Giuseppe Verginella, partigiano italiano († 1945)
- 1908 - Bronisława Wajs, poeta e cantante polacca († 1987)
- 1909 - Olaf Barda, scacchista norvegese († 1971)
- 1909 - Fritz Hippler, regista tedesco († 2002)
- 1909 - Martha Kneale, filosofa britannica († 2001)
- 1909 - Raffaello Matarazzo, regista, sceneggiatore e critico cinematografico italiano († 1966)
- 1909 - Joseph M. Newman, regista statunitense († 2006)
- 1910 - Erkki Aaltonen, compositore finlandese († 1990)
- 1910 - Bruno Biagini, calciatore e allenatore di calcio italiano
- 1910 - L.N. Van Beusekom, calciatore indonesiano († 1951)
- 1910 - Heinz Werner, allenatore di calcio e calciatore tedesco († 1989)
- 1911 - Mario Bonazzi, pittore italiano († 1994)
- 1911 - Osvaldo Borsani, architetto, designer e imprenditore italiano († 1985)
- 1911 - Michail Botvinnik, scacchista e ingegnere sovietico († 1995)
- 1911 - Gino Forlani, militare italiano († 1936)
- 1911 - Augusto Premoli, politico e giornalista italiano († 2004)
- 1911 - Martin Sandberger, agente segreto tedesco († 2010)
- 1912 - Vitalij Gubarev, scrittore, sceneggiatore e giornalista sovietico († 1981)
- 1912 - Rocco Mazzarone, medico e scrittore italiano († 2005)
- 1912 - Margaret Scriven, tennista britannica († 2001)
- 1913 - Harry Baird, calciatore nordirlandese († 1973)
- 1913 - Mark Felt, funzionario statunitense († 2008)
- 1913 - Óscar Gálvez, pilota automobilistico argentino († 1989)
- 1913 - Gabriele Invernizzi, politico e partigiano italiano († 1997)
- 1913 - Ioachim Moldoveanu, calciatore rumeno († 1981)
- 1913 - Pietro Pastorino, calciatore e allenatore di calcio italiano
- 1913 - Ryszard Piec, calciatore polacco († 1979)
- 1913 - Umberto Ridi, ostacolista italiano († 1981)
- 1914 - Hank Soar, giocatore di football americano, allenatore di pallacanestro e arbitro di baseball statunitense († 2001)
- 1915 - Duilio Nicchiarelli, militare e aviatore italiano († 1938)
- 1916 - Gino Arnoffi, militare italiano († 1941)
- 1916 - Eivind Skabo, canoista norvegese († 2006)
- 1916 - Fritz Thiel, ingegnere tedesco († 1943)
- 1917 - Luigi Ignazio Adorno, militare italiano († 1943)
- 1917 - Gianni Agus, attore e conduttore televisivo italiano († 1994)
- 1917 - François Mathey, gallerista francese († 1993)
- 1918 - Renato Alpini, politico italiano († 1993)
- 1918 - Evelyn Ankers, attrice statunitense († 1985)
- 1918 - Raffaele Di Primio, politico italiano († 1994)
- 1918 - John Joseph Paul, vescovo cattolico statunitense († 2006)
- 1918 - Ike Quebec, sassofonista statunitense († 1963)
- 1918 - Evgenija Sečenova, velocista sovietica († 1990)
- 1919 - Nada Fiorelli, attrice italiana († 1984)
- 1919 - Bedřich Vacek, calciatore cecoslovacco
- 1920 - Donald Buka, attore statunitense († 2009)
- 1920 - Maureen O'Hara, attrice irlandese († 2015)
- 1920 - Secondo Rossi, calciatore e allenatore di calcio italiano († 2018)
- 1921 - Klaus Alakoski, militare e aviatore finlandese († 1988)
- 1921 - Franco Anderlini, allenatore di pallavolo italiano († 1984)
- 1921 - Geoffrey Rudolph Elton, storico britannico († 1994)
- 1921 - Luigi Valsecchi, allenatore di calcio e calciatore italiano († 1989)
- 1922 - Frederick B. Dent, politico statunitense († 2019)
- 1922 - Rudolf Haag, fisico tedesco († 2016)
- 1922 - Khālid Muḥyi al-Dīn, militare, politico e editore egiziano († 2018)
- 1922 - Antonio Pigliaru, giurista, filosofo e educatore italiano († 1969)
- 1923 - Pierre Chaunu, storico francese († 2009)
- 1923 - Larry Rivers, artista, musicista e regista statunitense († 2002)
- 1923 - Julius Harris, attore statunitense († 2004)
- 1923 - Robert Sabatier, scrittore francese († 2012)
- 1923 - Chaleo Yoovidhya, imprenditore thailandese († 2012)
- 1924 - Franco Committeri, produttore cinematografico italiano († 2001)
- 1924 - Evan S. Connell, scrittore e poeta statunitense († 2013)
- 1924 - Jim Finney, arbitro di calcio inglese († 2008)
- 1924 - Stanley Jaki, teologo, filosofo e saggista ungherese († 2009)
- 1924 - Cornelio Marchetto, calciatore italiano († 2005)
- 1924 - Paul Noel, cestista statunitense († 2005)
- 1924 - Charles Simmons, scrittore statunitense († 2017)
- 1925 - John Hawkes, scrittore statunitense († 1998)
- 1925 - Enrique Parra, cestista cileno († 2003)
- 1925 - Jack Underman, cestista statunitense († 1969)
- 1925 - Angio Zane, regista italiano († 2010)
- 1926 - Hakon Barfod, velista norvegese († 2013)
- 1926 - Duilio Brignetti, pentatleta italiano († 1993)
- 1926 - Michele De Martiis, politico italiano († 2019)
- 1926 - Jiang Zemin, politico cinese († 2022)
- 1926 - Jean Poiret, attore e sceneggiatore francese († 1992)
- 1926 - Maria Rudolf, partigiana slovena († 2012)
- 1927 - Vinicio Boffi, matematico italiano († 2010)
- 1927 - Sam Butera, sassofonista e arrangiatore statunitense († 2009)
- 1927 - Jacques Herlin, attore francese († 2014)
- 1927 - Frank Ray Keyser, politico e avvocato statunitense († 2015)
- 1927 - Giovanni Palma, ex calciatore italiano
- 1927 - Rodolfo Sabbatini, giornalista italiano († 1986)
- 1928 - Riccardo Napolitano, regista italiano († 1993)
- 1928 - James Rossant, architetto e artista statunitense († 2009)
- 1929 - Donald Britton, ballerino britannico († 1983)
- 1929 - Francis Gary Powers, aviatore statunitense († 1977)
- 1929 - Carl Ridd, cestista canadese († 2003)
- 1929 - Rex White, pilota automobilistico statunitense († 2025)
- 1930 - Simone Arnold Liebster, scrittrice francese
- 1930 - Harve Bennett, produttore cinematografico, produttore televisivo e sceneggiatore statunitense († 2015)
- 1930 - Jean Bourlès, ciclista su strada francese († 2021)
- 1930 - Günther Glomb, allenatore di calcio e calciatore tedesco († 2015)
- 1930 - Bob Hodges, cestista statunitense († 2012)
- 1930 - Ted Hughes, poeta e scrittore inglese († 1998)
- 1930 - Jaroslav Košnar, calciatore cecoslovacco († 1985)
- 1930 - Angelo Narducci, giornalista e politico italiano († 1984)
- 1930 - Valerij Dmitrievič Osipov, scrittore, giornalista e sceneggiatore sovietico († 1985)
- 1930 - Renzo Righetti, arbitro di calcio e dirigente sportivo italiano († 2013)
- 1930 - BeBe Shopp, modella statunitense
- 1931 - Lia Di Leo, attrice italiana († 2006)
- 1931 - Nicolas Gessner, regista e sceneggiatore ungherese († 2023)
- 1931 - Tito García, attore spagnolo († 2003)
- 1931 - Zdravko Ježić, pallanuotista e chimico croato († 2005)
- 1931 - Jacques Neirynck, ingegnere elettrotecnico e politico belga († 2025)
- 1931 - Francesco Piazza, pittore, incisore e poeta italiano († 2007)
- 1932 - Paolo Cavanenghi, generale italiano († 2003)
- 1932 - Rich Gott, cestista statunitense († 2016)
- 1932 - Franz Isser, bobbista austriaco († 2024)
- 1932 - Fritz Isser, ex slittinista e ex bobbista austriaco
- 1932 - Vidiadhar Surajprasad Naipaul, scrittore trinidadiano († 2018)
- 1932 - Duke Pearson, pianista e compositore statunitense († 1980)
- 1932 - Maurilio Prini, allenatore di calcio e calciatore italiano († 2009)
- 1932 - Miroslav Rys, hockeista su ghiaccio e calciatore cecoslovacco († 2020)
- 1932 - Jean-Jacques Sempé, illustratore francese († 2022)
- 1933 - Nando Angelini, attore e autore televisivo italiano († 2025)
- 1933 - László Bödör, ex calciatore ungherese
- 1933 - Glenn Corbett, attore statunitense († 1993)
- 1933 - Tom Courtney, mezzofondista e velocista statunitense († 2023)
- 1933 - Giorgio Del Lungo, scrittore e illustratore italiano
- 1933 - Mark Dinning, cantante statunitense († 1986)
- 1933 - Bruce Flick, cestista australiano († 2021)
- 1933 - Eugene F. Kranz, ingegnere statunitense
- 1933 - Ken Sears, cestista statunitense († 2017)
- 1934 - Salvatore Calvanese, calciatore e allenatore di calcio argentino († 2019)
- 1934 - João Donato, pianista, fisarmonicista e compositore brasiliano († 2023)
- 1934 - Robert Foxcroft, schermidore canadese († 2009)
- 1934 - Aka Gündüz Kutbay, musicista turco († 1979)
- 1934 - Vera Talchi, attrice francese († 2024)
- 1934 - Miguel Ángel Vidal, calciatore argentino († 2023)
- 1935 - Ugo Carrega, artista e poeta italiano († 2014)
- 1935 - Corrado Colabucci, costumista italiano († 2002)
- 1935 - Danilo Colombo, allenatore di calcio e calciatore italiano († 2003)
- 1935 - Robert Hagemes, bobbista statunitense († 2025)
- 1935 - Tore Halvorsen, ex calciatore norvegese
- 1935 - Gianvito Mastroleo, politico italiano
- 1935 - Katalin Szőke, nuotatrice ungherese († 2017)
- 1935 - Oleg Pavlovič Tabakov, attore russo († 2018)
- 1936 - Henri De Wolf, ciclista su strada e dirigente sportivo belga († 2023)
- 1936 - Roque Ditro, calciatore argentino († 2001)
- 1936 - Tsegaye Gabre-Medhin, poeta, scrittore e drammaturgo etiope († 2006)
- 1936 - Nikola Gjuzelev, basso bulgaro († 2014)
- 1936 - Margaret Hamilton, informatica, ingegnera e imprenditrice statunitense
- 1936 - Arend Lijphart, politologo olandese
- 1936 - Seamus Mallon, politico britannico († 2020)
- 1936 - Mino Montanari, pittore italiano († 2018)
- 1936 - Mogol, paroliere e produttore discografico italiano
- 1936 - Arthur Rowe, pesista britannico († 2003)
- 1936 - Floyd Westerman, cantante e attore statunitense († 2007)
- 1937 - Spiros Focas, attore greco († 2023)
- 1937 - Monika Ertl, attivista e politica tedesca († 1973)
- 1937 - Michael Louis Fitzgerald, cardinale e arcivescovo cattolico britannico
- 1937 - Patricia Grace, scrittrice neozelandese
- 1937 - Gerrit Korteweg, nuotatore olandese († 2022)
- 1937 - Enrico Nicchi, calciatore italiano († 2013)
- 1938 - Cleveland Buckner, cestista e allenatore di pallacanestro statunitense († 2006)
- 1938 - Anna D'Amico, cantante italiana († 2003)
- 1938 - Francesco Antonio Manzoli, medico e anatomista italiano († 2015)
- 1938 - Pierluigi Onorato, politico e magistrato italiano († 2023)
- 1938 - Rosy Piacentini, nuotatrice francese
- 1938 - Paolo Prencipe, compositore, arrangiatore e produttore discografico italiano
- 1938 - Trina Robbins, fumettista statunitense († 2024)
- 1938 - Roland Zöffel, ex ciclista su strada e pistard svizzero
- 1939 - Luther Allison, chitarrista statunitense († 1997)
- 1939 - Françoise Bonnot, montatrice francese († 2018)
- 1939 - María Clavería, ex cestista cilena
- 1939 - Larry Comley, cestista statunitense († 2006)
- 1939 - Chico Maki, hockeista su ghiaccio canadese († 2015)
- 1939 - Giorgio Postal, politico italiano
- 1939 - Ed Sanders, poeta, cantante e scrittore statunitense
- 1939 - Fernando Vianello, economista italiano († 2009)
- 1940 - Freddie Elizalde, ex nuotatore filippino
- 1940 - Mack Lee Hill, giocatore di football americano statunitense († 1965)
- 1940 - Giancarlo Mazzoli, latinista italiano
- 1940 - David Price, politico statunitense
- 1940 - Ady Schmit, ex calciatore lussemburghese
- 1941 - Stere Adamache, calciatore rumeno († 1978)
- 1941 - Ibrahim Babangida, generale e politico nigeriano
- 1941 - Lothar Bisky, politico tedesco († 2013)
- 1941 - Gabriella Farinon, annunciatrice televisiva, conduttrice televisiva e attrice cinematografica italiana
- 1941 - Nikolaj Nikolaevič Gubenko, attore, regista cinematografico e regista teatrale sovietico († 2020)
- 1941 - Fritz Wepper, attore tedesco († 2024)
- 1941 - Jules Zvunka, ex calciatore e allenatore di calcio francese
- 1942 - Michel Creton, attore francese
- 1942 - John Eshun, allenatore di calcio e calciatore ghanese († 2018)
- 1942 - John Tyrrell, musicologo britannico († 2018)
- 1943 - Robert De Niro, attore e produttore cinematografico statunitense
- 1943 - Yukio Kasaya, saltatore con gli sci giapponese († 2024)
- 1943 - Suleiman Ali Nashnush, cestista e attore libico († 1991)
- 1944 - Baby Huey, cantante statunitense († 1970)
- 1944 - Millard Drexler, dirigente d'azienda statunitense
- 1944 - Larry Ellison, imprenditore e informatico statunitense
- 1944 - Rexhep Meidani, politico albanese
- 1944 - Bobby Murdoch, allenatore di calcio e calciatore scozzese († 2001)
- 1944 - Gabriele Schaal, ex cestista tedesca
- 1945 - Katri Helena, cantante finlandese
- 1945 - Mario Panseri, cantautore italiano († 1995)
- 1945 - Rachel Pollack, scrittrice e fumettista statunitense († 2023)
- 1946 - Shane Briant, attore e scrittore britannico († 2021)
- 1946 - Martha Coolidge, regista statunitense
- 1946 - Jim Kissane, ex cestista statunitense
- 1946 - Patrick Manning, politico e geologo trinidadiano († 2016)
- 1946 - Gabi Neumark, cestista israeliano († 2000)
- 1946 - Ángel Romero, chitarrista spagnolo
- 1946 - Giovanni Urbinati, ceramista e scultore italiano († 2023)
- 1947 - Mohamed Abdelaziz, politico sahrāwī († 2016)
- 1947 - Jim Dorey, allenatore di hockey su ghiaccio e ex hockeista su ghiaccio canadese
- 1947 - Leda Melluso, scrittrice italiana
- 1947 - Sylvia Nasar, giornalista tedesca
- 1947 - Jennifer Rhodes, attrice statunitense
- 1947 - Gianpaolo Romanato, storico italiano
- 1948 - Pieter van Tuyll, ex cestista olandese
- 1948 - Patrick James Zurek, vescovo cattolico statunitense
- 1949 - Jean-Noël Augert, ex sciatore alpino francese
- 1949 - Norm Coleman, politico e avvocato statunitense
- 1949 - Julian Fellowes, attore, sceneggiatore e scrittore britannico
- 1949 - Mitsunori Fujiguchi, dirigente sportivo e ex calciatore giapponese
- 1949 - Giuliano Geleng, pittore italiano († 2020)
- 1949 - Sib Hashian, batterista statunitense († 2017)
- 1949 - Ingvald Huseklepp, ex calciatore norvegese
- 1949 - Henning Jensen, calciatore danese († 2017)
- 1949 - Jon Lane, ex danzatore su ghiaccio britannico
- 1949 - Isiah Robertson, giocatore di football americano statunitense († 2018)
- 1949 - Edgar Schneider, ex calciatore tedesco
- 1949 - Frank Siebeck, ex ostacolista tedesco
- 1949 - John van Vliet, ex cestista olandese
- 1950 - Klaus Fischer, imprenditore tedesco
- 1950 - Christian Kohlund, attore svizzero
- 1950 - Stuart Murdoch, allenatore di calcio inglese
- 1950 - Antônio Carlos Vendramini, allenatore di pallacanestro brasiliano († 2025)
- 1951 - Jay David Bolter, saggista statunitense
- 1951 - Claudio Bonansea, politico italiano
- 1951 - Robert Joy, attore canadese
- 1951 - Alan Minter, pugile britannico († 2020)
- 1951 - Elba Ramalho, cantante e attrice brasiliana
- 1951 - Sonia, cantante italiana
- 1951 - Konrad Weise, allenatore di calcio e ex calciatore tedesco orientale
- 1952 - Giuseppe Canta, artista e poeta italiano
- 1952 - Thomas Hennen, militare e ex astronauta statunitense
- 1952 - Aleksandr Maksimenkov, allenatore di calcio e calciatore sovietico († 2012)
- 1952 - Nie Weiping, goista cinese
- 1952 - Tommy O'Hara, calciatore scozzese († 2016)
- 1952 - Nelson Piquet, ex pilota automobilistico brasiliano
- 1952 - Claver Salizzato, regista e sceneggiatore italiano
- 1952 - Kathryn Thornton, ex astronauta e fisico statunitense
- 1952 - Guillermo Vilas, ex tennista argentino
- 1952 - Alberto di Luca, dirigente d'azienda, politico e diplomatico italiano
- 1953 - Zera Iacob Amhà Selassié, nobile etiope
- 1953 - Paolo Borella, giornalista e conduttore radiofonico italiano
- 1953 - Giorgio Gallione, regista e drammaturgo italiano
- 1953 - Joseph Kamga, ex calciatore camerunese
- 1953 - Jaroslav Kantůrek, ex cestista e allenatore di pallacanestro cecoslovacco
- 1953 - Dragan Kićanović, ex cestista jugoslavo
- 1953 - Andreas Kirchner, bobbista tedesco († 2010)
- 1953 - Vlastibor Klimeš, ex cestista e allenatore di pallacanestro cecoslovacco
- 1953 - Herta Müller, scrittrice, saggista e poetessa tedesca
- 1953 - Kevin Rowland, cantante e musicista britannico
- 1953 - Robert Thirsk, ex astronauta e medico canadese
- 1953 - Alan Wooler, calciatore inglese († 2022)
- 1954 - Uri Ben Ari, ex cestista israeliano
- 1954 - Ingrid Daubechies, matematica e fisica belga
- 1954 - Orhan Güner, attore turco
- 1954 - Eric Johnson, chitarrista, cantante e compositore statunitense
- 1954 - Anatolij Isaevič Kudrjavickij, scrittore, poeta e traduttore russo
- 1954 - Luis Mandoki, regista e produttore cinematografico messicano
- 1954 - Enzo Moavero Milanesi, politico e giurista italiano
- 1954 - Gianluca Nicoletti, giornalista, scrittore e conduttore radiofonico italiano
- 1954 - Andrés Pastrana Arango, politico colombiano
- 1954 - Nancy Uranga, schermitrice cubana († 1976)
- 1955 - Trevor Allan, ex tennista e allenatore di tennis australiano
- 1955 - Gudrun Beckmann, ex nuotatrice tedesca occidentale
- 1955 - Mauro Di Domenico, chitarrista, compositore e arrangiatore italiano
- 1955 - Egidio Eronico, regista italiano
- 1955 - Richard Hilton, manager statunitense
- 1955 - Ferdia Mac Anna, scrittore, regista e cantante irlandese
- 1955 - Colin Moulding, bassista e cantante britannico
- 1956 - Fabio Armiliato, tenore italiano
- 1956 - Gail Berman, produttrice cinematografica statunitense
- 1956 - Enrico Franceschini, giornalista e scrittore italiano
- 1956 - Emerson Gattafoni, autore televisivo e regista italiano
- 1956 - Dave Jones, ex calciatore e allenatore di calcio inglese
- 1956 - William Edward Koenig, vescovo cattolico statunitense
- 1956 - John Kosmina, allenatore di calcio e ex calciatore australiano
- 1956 - Álvaro Pino, ex ciclista su strada e dirigente sportivo spagnolo
- 1956 - John Romita Jr., fumettista statunitense
- 1956 - Vida Šulskytė, ex cestista sovietica
- 1956 - Chris Tsangarides, produttore discografico britannico († 2018)
- 1957 - Rabih Abou-Khalil, musicista e compositore libanese
- 1957 - Tim Bagley, attore statunitense
- 1957 - Rinat Biljaletdinov, allenatore di calcio e ex calciatore sovietico
- 1957 - Toni Bürgler, ex sciatore alpino svizzero
- 1957 - Franco Ciani, paroliere, produttore discografico e cantautore italiano († 2020)
- 1957 - Franché Coma, chitarrista statunitense
- 1957 - Robin Cousins, ex pattinatore artistico su ghiaccio britannico
- 1957 - Ken Kwapis, regista e sceneggiatore statunitense
- 1957 - Michèle Lituac, attrice, doppiatrice e direttrice del doppiaggio francese
- 1957 - Ralf Richter, attore e musicista tedesco
- 1958 - Nicholas Bell, attore britannico
- 1958 - Teresa Bellanova, politica italiana
- 1958 - Michael Brooks, cestista e allenatore di pallacanestro statunitense († 2016)
- 1958 - Pjerin Bushati, ex cestista e allenatore di pallacanestro albanese
- 1958 - Belinda Carlisle, cantante, musicista e attivista statunitense
- 1958 - Bobby Cattage, ex cestista statunitense
- 1958 - Carlo Ubaldo Rossi, compositore, arrangiatore e produttore discografico italiano († 2015)
- 1958 - Giuliano Volpe, archeologo italiano
- 1959 - Maurizio Amoroso, giornalista italiano
- 1959 - Samir Belamri, ex giocatore di calcio a 5 algerino
- 1959 - Jonathan Franzen, scrittore e saggista statunitense
- 1959 - Zam Fredrick, ex cestista statunitense
- 1959 - Marco Galli, disc jockey e conduttore radiofonico italiano
- 1959 - David Koresh, predicatore statunitense († 1993)
- 1959 - Jacek Kazimierski, allenatore di calcio e ex calciatore polacco
- 1959 - Andy Kohlberg, ex tennista e dirigente sportivo statunitense
- 1959 - Mikael Niemi, scrittore svedese
- 1959 - Chika Sakamoto, doppiatrice giapponese
- 1959 - Eric Schlosser, giornalista e saggista statunitense
- 1959 - Rrapo Taho, ex calciatore albanese
- 1959 - Marios Tsigkīs, ex calciatore cipriota
- 1960 - Lisa Coleman, tastierista e compositrice statunitense
- 1960 - Stephan Eicher, cantautore svizzero
- 1960 - Chris Fuhrman, scrittore statunitense († 1991)
- 1960 - Miquel Iceta, politico spagnolo
- 1960 - Branko Miljuš, ex calciatore jugoslavo
- 1960 - Sean Penn, attore, regista e produttore cinematografico statunitense
- 1960 - Riccardo Ricciuti, politico italiano
- 1961 - Takashi Aoyagi, doppiatore giapponese
- 1961 - Ignace Bessi Dogbo, cardinale e arcivescovo cattolico ivoriano
- 1961 - Beatriz Bracher, scrittrice brasiliana
- 1961 - Flavia Bustreo, medico e epidemiologa italiana
- 1961 - Renat Davlet'jarov, regista russo
- 1961 - Christopher Geidt, funzionario britannico
- 1961 - Ranko Krivokapić, politico montenegrino
- 1961 - Aleksandăr Markov, ex calciatore bulgaro
- 1961 - Hervé Morin, politico francese
- 1961 - Luis Alberto Orellana, politico italiano
- 1961 - Kati Outinen, attrice finlandese
- 1961 - Clemens Pickel, vescovo cattolico e missionario tedesco
- 1962 - Nicholas Blane, attore britannico
- 1962 - Daniele Ciprì, regista, sceneggiatore e direttore della fotografia italiano
- 1962 - Gilby Clarke, chitarrista e cantante statunitense
- 1962 - Claudio Coccoluto, disc jockey italiano († 2021)
- 1962 - Hiroshi Gamō, fumettista giapponese
- 1962 - John Marshall Jones, attore statunitense
- 1962 - Pierre Sanoussi-Bliss, attore e regista tedesco
- 1962 - Roland Schröder, ex canottiere tedesco
- 1962 - Michael Wilder, scacchista statunitense
- 1962 - Evgenïý Yarovenko, allenatore di calcio e ex calciatore sovietico
- 1963 - Igor Cigolla, ex sciatore alpino italiano
- 1963 - Jon Gruden, allenatore di football americano statunitense
- 1963 - Jan Heintze, ex calciatore danese
- 1963 - Francesca Marra, regista italiana
- 1963 - Maritza Martén, ex discobola cubana
- 1963 - Don McKellar, attore canadese
- 1963 - Petros Stefanou, vescovo cattolico greco
- 1963 - Hans Vijlbrief, politico e economista olandese
- 1963 - Jackie Walorski, politica statunitense († 2022)
- 1963 - Elly Griffiths, scrittrice britannica
- 1964 - Giampaolo Bertuzzi, musicista e cantante italiano
- 1964 - Deen Castronovo, batterista statunitense
- 1964 - Dallas Comegys, ex cestista e allenatore di pallacanestro statunitense
- 1964 - Marco Fassone, dirigente d'azienda e dirigente sportivo italiano
- 1964 - Colin James, cantautore e chitarrista canadese
- 1964 - Jorginho, allenatore di calcio e ex calciatore brasiliano
- 1964 - Gerhard Lieb, ex sciatore alpino austriaco
- 1964 - Salvatore Mancuso Gómez, criminale colombiano
- 1964 - Maria McKee, cantautrice statunitense
- 1964 - Éric Occansey, ex cestista francese
- 1964 - John Offerdahl, giocatore di football americano statunitense
- 1965 - Anna Maria Bernini, politica italiana
- 1965 - Luca Evangelisti, ex calciatore italiano
- 1965 - Fred Grim, dirigente sportivo, allenatore di calcio e ex calciatore olandese
- 1965 - Per Joar Hansen, allenatore di calcio e ex calciatore norvegese
- 1965 - Torbjørn Jensen, ex calciatore faroese
- 1965 - David McCormick, imprenditore e politico statunitense
- 1965 - Anton Pfeffer, allenatore di calcio e ex calciatore austriaco
- 1965 - Paola Pozzoni, ex fondista italiana
- 1965 - Gabriel Valarín, allenatore di calcio a 5 e ex giocatore di calcio a 5 argentino
- 1965 - Sergio Vargas, ex calciatore cileno
- 1966 - Iveta Bieliková, ex cestista cecoslovacca
- 1966 - Karsten Brannasch, bobbista tedesco
- 1966 - Alain Carminati, ex rugbista a 15 e imprenditore francese
- 1966 - Daniela Castro, attrice messicana
- 1966 - Mister Cee, disc jockey, conduttore radiofonico e produttore discografico statunitense († 2024)
- 1966 - Stefano Di Bonaventura, militare italiano († 1986)
- 1966 - Maysa Leak, cantante statunitense
- 1966 - Matt Maiellaro, sceneggiatore, regista e produttore televisivo statunitense
- 1966 - Rodney Mullen, skater statunitense
- 1966 - Pavel Prokudin, politico moldavo
- 1966 - Gigi Radics, cantante ungherese
- 1966 - Francesco Tanasi, giurista italiano
- 1966 - Igor' Trandenkov, ex astista russo
- 1967 - David Conrad, attore statunitense
- 1967 - Helga Lazak, ex sciatrice alpina tedesca
- 1967 - Marco Mattiucci, militare e vigile del fuoco italiano († 1998)
- 1967 - Kevin Max, cantante, chitarrista e poeta statunitense
- 1967 - Masayuki Nakagomi, ex calciatore giapponese
- 1967 - Michel Ngonge, ex calciatore belga
- 1967 - Michael Preetz, dirigente sportivo e ex calciatore tedesco
- 1967 - Irène Tolleret, politica francese
- 1968 - Nikolaj Antonov, ex velocista e lunghista bulgaro
- 1968 - José Luis Ballester, ex velista spagnolo
- 1968 - Alexis Corbière, politico francese
- 1968 - Pedro Cordero, dirigente sportivo e ex calciatore spagnolo
- 1968 - Marcello Di Caterina, politico italiano
- 1968 - Steffen Fetzner, tennistavolista tedesco
- 1968 - Anja Fichtel-Mauritz, ex schermitrice tedesca
- 1968 - Sargis Hovhannisyan, allenatore di calcio e ex calciatore armeno
- 1968 - Andrew Koenig, attore statunitense († 2010)
- 1968 - Ed McCaffrey, ex giocatore di football americano statunitense
- 1968 - Helen McCrory, attrice britannica († 2021)
- 1968 - Israyel Militosyan, ex sollevatore sovietico
- 1968 - Sasà Salvaggio, comico, attore teatrale e personaggio televisivo italiano
- 1968 - Amir Teljigović, ex calciatore bosniaco
- 1968 - Ronny Van Geneugden, allenatore di calcio e ex calciatore belga
- 1968 - Antōnīs Zempasiīs, ex calciatore cipriota
- 1968 - Anthony E. Zuiker, produttore cinematografico, sceneggiatore e regista statunitense
- 1969 - Dot Allison, musicista e cantante scozzese
- 1969 - David Bernhardt, politico statunitense
- 1969 - Markus Gisdol, allenatore di calcio e ex calciatore tedesco
- 1969 - Dick Togo, wrestler giapponese
- 1969 - Sandro Guerra, ex pattinatore artistico a rotelle italiano
- 1969 - Christian Laettner, ex cestista e allenatore di pallacanestro statunitense
- 1969 - Lin Chao-Huang, ex giocatore di baseball taiwanese
- 1969 - Edyta Małoszyc, pentatleta polacca
- 1969 - Maria Strandlund, ex tennista svedese
- 1969 - Massimo Strazzer, ex ciclista su strada e pistard italiano
- 1969 - Uhm Jung-hwa, attrice e cantante sudcoreana
- 1969 - Donnie Wahlberg, attore e cantante statunitense
- 1970 - Jim Courier, commentatore televisivo, allenatore di tennis e ex tennista statunitense
- 1970 - Romana Hamzová, ex cestista ceca
- 1970 - István Kovács, ex pugile ungherese
- 1970 - Götz Kubitschek, editore e politico tedesco
- 1970 - Øyvind Leonhardsen, allenatore di calcio e ex calciatore norvegese
- 1970 - Justin Peca, allenatore di hockey su ghiaccio e ex hockeista su ghiaccio canadese
- 1970 - Jorge Posada, ex giocatore di baseball portoricano
- 1970 - Tammy Townsend, attrice statunitense
- 1970 - Salvatore Zanghì, ex pallamanista italiano
- 1971 - Pavel Cristian Balaj, ex arbitro di calcio rumeno
- 1971 - Davide Cordone, allenatore di calcio, dirigente sportivo e ex calciatore italiano
- 1971 - Martin Gray, allenatore di calcio e ex calciatore inglese
- 1971 - Gonzalo Inzunza Inzunza, criminale messicano († 2013)
- 1971 - Fernando Labella, ex cestista argentino
- 1971 - Ed Motta, cantante, compositore e produttore discografico brasiliano
- 1971 - Filippo Simeoni, ex ciclista su strada italiano
- 1971 - Thierry Solère, politico francese
- 1971 - Takami Takeuchi, ex cestista giapponese
- 1972 - Ty, rapper britannico († 2020)
- 1972 - Federico Colonna, ex ciclista su strada italiano
- 1972 - Carlos Contreras, ex calciatore venezuelano
- 1972 - Jack Pyc, bobbista canadese
- 1972 - Ken Ryker, ex attore pornografico statunitense
- 1972 - Andreas Schlütter, ex fondista tedesco
- 1973 - Thomas Bergamelli, ex sciatore alpino italiano
- 1973 - Tim Forsyth, ex altista australiano
- 1973 - Daniel Hope, violinista sudafricano
- 1973 - Vladimir Lebed', ex calciatore ucraino
- 1973 - Maurizio Leone, mezzofondista italiano
- 1973 - Márk Marsi, ex schermidore ungherese
- 1973 - Mickaël Pagis, ex calciatore francese
- 1973 - A.J. Wood, ex calciatore statunitense
- 1974 - Xavier Collin, allenatore di calcio e ex calciatore francese
- 1974 - Niclas Jensen, ex calciatore danese
- 1974 - Tomomi Kahala, cantante e modella giapponese
- 1974 - Reki Kawahara, scrittore giapponese
- 1974 - Marisabel Lomba, ex judoka belga
- 1974 - Giuliana Rancic, giornalista, conduttrice televisiva e personaggio televisivo italiana
- 1974 - Iepe Rubingh, artista e imprenditore olandese († 2020)
- 1974 - Joel Sánchez, allenatore di calcio e ex calciatore messicano
- 1975 - Luis Carlos Cuartero, ex calciatore spagnolo
- 1975 - Jang Sok-chol, calciatore nordcoreano
- 1975 - LaTonya Johnson, ex cestista statunitense
- 1975 - Mahmoud Saftar, ex calciatore libico
- 1975 - Luigi Mastrangelo, ex pallavolista italiano
- 1976 - Edson Cata, ex calciatore angolano
- 1976 - Natalie Gold, attrice statunitense
- 1976 - Ruth Kündig, ex sciatrice alpina svizzera
- 1976 - Carlos Newton, artista marziale misto canadese
- 1976 - Anders Rambekk, ex calciatore norvegese
- 1976 - Carmen Ranigler, ex snowboarder italiana
- 1976 - Marcin Urbaś, ex velocista polacco
- 1977 - Olesja Alieva, ex sciatrice alpina russa
- 1977 - Alessandro Bilotta, scrittore, sceneggiatore e fumettista italiano
- 1977 - Chipo Chung, attrice zimbabwese
- 1977 - Nathan Deakes, ex marciatore australiano
- 1977 - Mamadou Diouf, ex cestista senegalese
- 1977 - William Gallas, allenatore di calcio e ex calciatore francese
- 1977 - Colin Hawkins, allenatore di calcio e ex calciatore irlandese
- 1977 - Thierry Henry, allenatore di calcio, dirigente sportivo e opinionista francese
- 1977 - Lin Sang, ex arciera cinese
- 1977 - Matt Oakley, ex calciatore inglese
- 1977 - Borghild Ouren, ex biatleta norvegese
- 1977 - Daniel Pancu, allenatore di calcio e ex calciatore rumeno
- 1977 - Arianne Ribot, schermitrice cubana
- 1977 - Emily Schulman, attrice statunitense
- 1977 - Tarja Turunen, cantautrice finlandese
- 1977 - Natasza Urbańska, cantante, ballerina e attrice polacca
- 1977 - Luca Vigna, ex calciatore italiano
- 1977 - Paul Wotton, allenatore di calcio e ex calciatore inglese
- 1977 - Edu del Prado, attore, ballerino e cantante spagnolo († 2018)
- 1978 - Mehdi Baala, mezzofondista francese
- 1978 - Alessandro Basso, politico italiano
- 1978 - Lorenzo Di Marcantonio, ex cestista italiano
- 1978 - Emanuele Federici, canottiere italiano
- 1978 - Jelena Karleuša, cantante serba
- 1978 - Sébastien Laffargue, pattinatore francese
- 1978 - Karena Lam, cantante e attrice cinese
- 1978 - Avril Phali, ex calciatore sudafricano
- 1978 - Kirsi Ranto, cantante finlandese
- 1978 - Michele Regolo, velista italiano
- 1978 - Roger Galera Flores, ex calciatore brasiliano
- 1978 - Joel Salvi, ex cestista statunitense
- 1978 - Vibeke Stene, cantante norvegese
- 1978 - Enrique de Lucas, ex calciatore spagnolo
- 1978 - Sagopa Kajmer, cantante e rapper turco
- 1979 - Siri Bjørgen, ex sciatrice alpina norvegese
- 1979 - Marc Bottollier-Lasquin, ex sciatore alpino francese
- 1979 - Pasquale Di Silvio, pugile italiano
- 1979 - Mylène Dinh-Robic, attrice e doppiatrice canadese
- 1979 - Julien Escudé, ex calciatore francese
- 1979 - Mete Kalkavan, arbitro di calcio turco
- 1979 - Mike Lewis, chitarrista britannico
- 1979 - Arleta Meloch, atleta paralimpica polacca
- 1979 - Jamie Rauch, ex nuotatore statunitense
- 1979 - Daniele Sottile, pallavolista italiano
- 1979 - Simon Taylor, ex rugbista a 15 e imprenditore britannico
- 1980 - Jorge Anchén, ex calciatore uruguaiano
- 1980 - Manuele Blasi, allenatore di calcio e ex calciatore italiano
- 1980 - Janusz Dziedzic, ex calciatore polacco
- 1980 - Daniel Güiza, calciatore spagnolo
- 1980 - Jan Kromkamp, ex calciatore olandese
- 1980 - David Legwand, ex hockeista su ghiaccio statunitense
- 1980 - Lene Marlin, cantautrice, compositrice e musicista norvegese
- 1980 - Sandra Načuk, ex tennista serba
- 1980 - Marius Onofraș, ex calciatore rumeno
- 1980 - John Spytek, dirigente sportivo e ex giocatore di football americano statunitense
- 1980 - Christian Thielsen Keller, ex calciatore danese
- 1981 - Anne Hvidsten, cantante norvegese
- 1981 - Estefanía Juan Tello, ex sollevatrice spagnola
- 1981 - Sacha Lima, calciatore boliviano
- 1981 - Helen Lindes, modella spagnola
- 1981 - Ivan Martínez, pilota motociclistico spagnolo
- 1981 - James Vincent McMorrow, cantautore, musicista e polistrumentista irlandese
- 1981 - Chris New, attore, regista e sceneggiatore britannico
- 1981 - Alessandro Paparoni, ex pallavolista italiano
- 1981 - Craig Rocastle, ex calciatore grenadino
- 1981 - Andrej Truškin, ex cestista russo
- 1982 - Hassan Abdel-Fattah, allenatore di calcio e ex calciatore giordano
- 1982 - Hakan Arıkan, ex calciatore turco
- 1982 - Jessie Burton, scrittrice e attrice teatrale britannica
- 1982 - Cheerleader Melissa, wrestler statunitense
- 1982 - Ryan Driller, attore pornografico statunitense
- 1982 - Jean-Paul Habyarimana, ex calciatore ruandese
- 1982 - Phil Jagielka, ex calciatore inglese
- 1982 - Limbert Méndez, calciatore boliviano
- 1982 - Carl Naibo, ex ciclista su strada francese
- 1982 - Jon Olsson, ex sciatore freestyle e sciatore alpino svedese
- 1982 - Mark Salling, attore, musicista e cantante statunitense († 2018)
- 1982 - Karim Ziani, ex calciatore algerino
- 1983 - Miguel Caneo, allenatore di calcio e ex calciatore argentino
- 1983 - Eleonora Costi, ex cestista italiana
- 1983 - Fabio Esposito, conduttore televisivo italiano
- 1983 - Tom Ford, giocatore di snooker inglese
- 1983 - Mika Hilander, ex calciatore finlandese
- 1983 - Thomas Koch, hockeista su ghiaccio austriaco
- 1983 - Daniel Köllerer, ex tennista austriaco
- 1983 - Dustin Pedroia, ex giocatore di baseball statunitense
- 1984 - Nathalie Alibert, schermitrice francese
- 1984 - Dee Brown, ex cestista e allenatore di pallacanestro statunitense
- 1984 - Oksana Domnina, ex danzatrice su ghiaccio russa
- 1984 - Claudemir Ferreira da Silva, ex calciatore brasiliano
- 1984 - Liam Heath, canoista britannico
- 1984 - Andreas Holmberg, allenatore di calcio e ex calciatore svedese
- 1984 - Aleksandre K'vakhadze, ex calciatore georgiano
- 1984 - Cédric Lachat, arrampicatore svizzero
- 1984 - Brady Murray, hockeista su ghiaccio canadese
- 1984 - Lars Elton Myhre, ex sciatore alpino norvegese
- 1984 - Cristian Pulhac, ex calciatore rumeno
- 1984 - Raphael Bob-Waksberg, comico, sceneggiatore e produttore televisivo statunitense
- 1984 - Sérgio Rocha, giocatore di calcio a 5 brasiliano
- 1984 - Sergio Rodríguez García, ex calciatore spagnolo
- 1984 - Brandon Thomas, cestista statunitense
- 1985 - Yū Aoi, attrice e modella giapponese
- 1985 - Sema Aydemir, ex ostacolista e multiplista turca
- 1985 - Alex Honnold, arrampicatore e alpinista statunitense
- 1985 - Anna Mel'nikova, ballerina russa
- 1985 - Victor Negrescu, politico rumeno
- 1985 - Emicida, rapper e cantante brasiliano
- 1985 - Daria Sarkhosh, ex ginnasta italiana
- 1985 - Tobias Scherbarth, astista tedesco
- 1985 - Ricky Schmitt, ex giocatore di football americano statunitense
- 1985 - Mohammad Shatnawi, calciatore giordano
- 1986 - Mayra Aldana, modella salvadoregna
- 1986 - Marcus Berg, ex calciatore e allenatore di calcio svedese
- 1986 - Destin Damachoua, ex cestista francese
- 1986 - Tommaso Di Giulio, autore televisivo, sceneggiatore e musicista italiano
- 1986 - Dong Xue, ex biatleta cinese
- 1986 - Rudy Gay, ex cestista statunitense
- 1986 - Niklas Hoheneder, allenatore di calcio e ex calciatore austriaco
- 1986 - Bryton James, attore e cantante statunitense
- 1986 - Denis Kornilov, saltatore con gli sci russo
- 1986 - Fareed Majeed, calciatore iracheno
- 1986 - Alexis Mestre, ex cestista cubano
- 1986 - Marcos Painter, ex calciatore irlandese
- 1986 - Julien Quercia, ex calciatore francese
- 1986 - Jacopo Rampini, attore italiano
- 1986 - Miklós Szabó, ex cestista ungherese
- 1986 - Péter Szakály, ex calciatore ungherese
- 1986 - Tyrus Thomas, ex cestista statunitense
- 1987 - Amir Azrafshan, allenatore di calcio e ex calciatore svedese
- 1987 - Robin Grossmann, hockeista su ghiaccio svizzero
- 1987 - Ronan Gustin, schermidore francese
- 1987 - Marco Menchini, copilota di rally svizzero
- 1987 - Charlotte Kemp Muhl, modella e cantante statunitense
- 1987 - Ron Parker, ex giocatore di football americano statunitense
- 1987 - Ri Kwang-hyok, calciatore nordcoreano
- 1987 - Artus, comico e attore francese
- 1987 - Marc Wilson, ex calciatore irlandese
- 1988 - João Aurélio, calciatore portoghese
- 1988 - Luís Aurélio, calciatore portoghese
- 1988 - Matthias Baron, ex calciatore tedesco
- 1988 - Fodé Camara, calciatore guineano
- 1988 - Brady Corbet, regista e sceneggiatore statunitense
- 1988 - Chris Culliver, giocatore di football americano statunitense
- 1988 - Justin Dorey, ex sciatore freestyle canadese
- 1988 - Sabrina Fanchini, ex sciatrice alpina italiana
- 1988 - Gabriele Ferro, pilota motociclistico italiano
- 1988 - Nicolás Gorosito, calciatore argentino
- 1988 - Shō Hatsuyama, ex ciclista su strada giapponese
- 1988 - Jihadi John, terrorista e criminale kuwaitiano († 2015)
- 1988 - Artëm Kačer, cantante e rapper russo
- 1988 - Johanna Larsson, allenatrice di tennis e ex tennista svedese
- 1988 - Joyner Lucas, rapper, cantante e attore statunitense
- 1988 - Elvin Mürsəliyev, lottatore azero
- 1988 - Simone Palermo, calciatore italiano
- 1988 - Johnny Patrick, giocatore di football americano statunitense
- 1988 - Laurenne Ross, ex sciatrice alpina statunitense
- 1988 - José San Román, ex calciatore argentino
- 1988 - Erika Toda, attrice giapponese
- 1988 - Ivan Ždanov, politico, avvocato e attivista russo
- 1989 - Farah Zeynep Abdullah, attrice e cantante turca
- 1989 - Marin Aničić, ex calciatore bosniaco
- 1989 - Latisha Chan, tennista taiwanese
- 1989 - Štefan Chrtianský, pallavolista slovacco
- 1989 - Rachel Corsie, calciatrice scozzese
- 1989 - Sandi Križman, calciatore croato
- 1989 - Frederick Lau, attore tedesco
- 1989 - Lil B, rapper statunitense
- 1989 - Joe Morris, velista statunitense
- 1989 - Robert Mšvidobadze, judoka russo
- 1989 - John Perrin, pallavolista canadese
- 1989 - Lilly-Fleur Pointeaux, attrice francese
- 1989 - Mitchell Tenpenny, cantautore statunitense
- 1989 - Stephanie Twell, mezzofondista britannica
- 1989 - Kazuki Ōiwa, calciatore giapponese
- 1990 - Vladislav Baitcaev, lottatore russo
- 1990 - Abdulgadir Ilyas Bakur, calciatore qatariota
- 1990 - Mike Catapano, giocatore di football americano statunitense
- 1990 - Danhausen, wrestler statunitense
- 1990 - Jessica Dickons, nuotatrice britannica
- 1990 - Kyle Farmer, giocatore di baseball statunitense
- 1990 - Carrick Felix, ex cestista statunitense
- 1990 - Filip Gačevski, calciatore macedone
- 1990 - Rachel Hurd-Wood, attrice britannica
- 1990 - Artur Ioniță, calciatore moldavo
- 1990 - Shaquielle McKissic, cestista statunitense
- 1990 - Charlie Ngatai, rugbista a 15 neozelandese
- 1990 - Felipe Pardo, calciatore colombiano
- 1990 - José Quezada, calciatore cileno
- 1990 - Dayshalee Salamán, ex cestista portoricana
- 1990 - Greg Scruggs, ex giocatore di football americano statunitense
- 1990 - Irene Solà, scrittrice spagnola
- 1990 - Chris Watt, giocatore di football americano statunitense
- 1990 - Ivan Šarić, scacchista croato
- 1991 - David Balaguer, pallamanista spagnolo
- 1991 - Danilo Barcelos, calciatore brasiliano
- 1991 - Thomas Bropleh, cestista statunitense
- 1991 - Austin Butler, attore statunitense
- 1991 - Roberta D'Agostina, ex saltatrice con gli sci italiana
- 1991 - Richardson Fernandes dos Santos, calciatore brasiliano
- 1991 - Michael Hepburn, ciclista su strada e pistard australiano
- 1991 - Sanni Issa, calciatore nigeriano
- 1991 - Ivan Kokonov, calciatore bulgaro
- 1991 - Lyle Lakay, calciatore sudafricano
- 1991 - Erik Quintela, cestista spagnolo
- 1991 - Marion Rousse, ex ciclista su strada francese
- 1991 - Qory Sandioriva, modella indonesiana
- 1991 - Anisha Vekemans, ex ciclista su strada belga
- 1991 - Timothy Wang, tennistavolista statunitense
- 1991 - Steven Zuber, calciatore svizzero
- 1992 - Remy Abell, cestista statunitense
- 1992 - Jeanine Assani Issouf, triplista francese
- 1992 - Diogo Barbosa, calciatore brasiliano
- 1992 - Nora Gjakova, judoka kosovara
- 1992 - Nozimakhon Kayumova, atleta paralimpica uzbeka
- 1992 - Denis Kudla, ex tennista statunitense
- 1992 - Cleberson Martins de Souza, calciatore brasiliano
- 1992 - Rusheen McDonald, velocista giamaicano
- 1992 - Lorenzo Melgarejo, calciatore paraguaiano
- 1992 - Paige, wrestler britannica
- 1992 - Suzane Pires, calciatrice portoghese
- 1992 - Soony Saad, calciatore libanese
- 1992 - Edgar Salli, ex calciatore camerunese
- 1992 - Nikola Stojiljković, calciatore serbo
- 1992 - Maru Teferi, maratoneta e mezzofondista israeliano
- 1992 - Tom Vandenberghe, calciatore belga
- 1992 - Brock Vereen, giocatore di football americano statunitense
- 1992 - Aleksandr Zaychikov, sollevatore kazako
- 1992 - Alex Zingerle, ex sciatore alpino italiano
- 1993 - Nidhhi Agerwal, attrice indiana
- 1993 - Cristian Albu, calciatore rumeno
- 1993 - Kevin Byard, giocatore di football americano statunitense
- 1993 - Rodrigo Caio, ex calciatore brasiliano
- 1993 - Ederson Moraes, calciatore brasiliano
- 1993 - Emmanuel Eseme, velocista camerunese
- 1993 - Martin Foltýn, calciatore ceco
- 1993 - Johannes Geis, calciatore tedesco
- 1993 - Mary Gu, cantante russa
- 1993 - Fabian Herbers, calciatore tedesco
- 1993 - Darrell Hill, pesista statunitense
- 1993 - Otar Javashvili, calciatore georgiano
- 1993 - Martin Krameš, calciatore ceco
- 1993 - Lee Kwang-hyun, schermidore sudcoreano
- 1993 - Petra Nováková, fondista ceca
- 1993 - Tiago Rodrigues, hockeista su pista portoghese
- 1993 - Sarah Sjöström, nuotatrice svedese
- 1993 - Diyorbek Urozboev, judoka uzbeko
- 1993 - Xie Zhenye, velocista cinese
- 1993 - Yoo Seung-ho, attore sudcoreano
- 1994 - Tiémoué Bakayoko, calciatore francese
- 1994 - Phoebe Bridgers, cantautrice e chitarrista statunitense
- 1994 - Robin Buwalda, calciatore olandese
- 1994 - Choe Eun-sil, cestista sudcoreana
- 1994 - Jack Conklin, giocatore di football americano statunitense
- 1994 - Jordan Emanuel, modella statunitense
- 1994 - Taissa Farmiga, attrice statunitense
- 1994 - Amanuel Gebreigzabhier, ciclista su strada eritreo
- 1994 - Adina Giurgiu, calciatrice rumena
- 1994 - Archie Goodwin, cestista statunitense
- 1994 - Gerardo Gordillo, calciatore guatemalteco
- 1994 - Bas Kuipers, calciatore olandese
- 1994 - Annie Lazor, nuotatrice statunitense
- 1994 - Vladimir Maslennikov, tiratore a segno russo
- 1994 - Tahjere McCall, cestista statunitense
- 1994 - Angelica Moratelli, tennista italiana
- 1994 - Cédric Ondo Biyoghé, calciatore gabonese
- 1994 - Imke Onnen, altista tedesca
- 1994 - Martín Rodríguez, hockeista su pista spagnolo
- 1994 - Gonzalo Serrano, ciclista su strada spagnolo
- 1994 - Sick Luke, produttore discografico italiano
- 1994 - Kendyl Stewart, nuotatrice statunitense
- 1995 - Rasmus Alm, calciatore svedese
- 1995 - Caterina Cialfi, ex pallavolista italiana
- 1995 - Francesca Fangio, nuotatrice italiana
- 1995 - Juan Ibiza, calciatore spagnolo
- 1995 - Tomislav Gabrić, cestista croato
- 1995 - Gracie Gold, pattinatrice artistica su ghiaccio statunitense
- 1995 - Lukas Grgic, calciatore austriaco
- 1995 - Vivian Jovanni, attrice e ex modella statunitense
- 1995 - Pepe López, pilota di rally spagnolo
- 1995 - Luke Petrasek, cestista statunitense
- 1995 - Waldo Rubio, calciatore spagnolo
- 1995 - Nicholas Suppa, giocatore di football americano tedesco
- 1995 - Morné Van Niekerk, ciclista su strada e pistard sudafricano
- 1995 - Georgia Ward, tuffatrice britannica
- 1995 - Jonah Williams, giocatore di football americano statunitense
- 1995 - Marcos Wilson da Silva, calciatore brasiliano
- 1996 - Aden, rapper svedese
- 1996 - Ben Ahlers, attore statunitense
- 1996 - Romane Bruneau, calciatrice francese
- 1996 - Jokin Ezkieta, calciatore spagnolo
- 1996 - Lukas Fink, giocatore di football americano austriaco
- 1996 - Indi Hartwell, wrestler australiana
- 1996 - Hamish Kerr, altista neozelandese
- 1996 - Marek Kodr, calciatore ceco
- 1996 - Agustina Leiva, cestista argentina
- 1996 - Moses Odjer, calciatore ghanese
- 1996 - Carolina Pappalardo, cestista italiana
- 1996 - Tomohiro Shinno, altista giapponese
- 1996 - Austin Walter, giocatore di football americano statunitense
- 1997 - Javier Avilés, calciatore spagnolo
- 1997 - Sergio Bermejo, calciatore spagnolo
- 1997 - Sebastián Galani, calciatore cileno
- 1997 - Kalle Koblet, snowboarder svizzero
- 1997 - Ryan Ledson, calciatore inglese
- 1997 - Wilbert London, velocista statunitense
- 1997 - Royce Newman, giocatore di football americano statunitense
- 1997 - Guillermo Paiva, calciatore paraguaiano
- 1997 - Derrek Tuszka, giocatore di football americano statunitense
- 1998 - Iván Barbero, calciatore spagnolo
- 1998 - Dembo Darboe, calciatore gambiano
- 1998 - Divine Deablo, giocatore di football americano statunitense
- 1998 - Walmer Martínez, calciatore statunitense
- 1998 - Ilinca, cantante rumena
- 1998 - Simone Mazzocchi, calciatore italiano
- 1998 - Agustín Oliveros, calciatore uruguaiano
- 1998 - Fabian Rohner, calciatore svizzero
- 1998 - Eleonora Romanova, ginnasta russa
- 1998 - André Vidigal, calciatore portoghese
- 1998 - Yoshinobu Yamamoto, giocatore di baseball giapponese
- 1999 - Bobby Adekanye, calciatore olandese
- 1999 - Will, cantautore italiano
- 1999 - Nelson Flores, calciatore salvadoregno
- 1999 - Paige Hauschild, pallanuotista statunitense
- 1999 - Ismail Jakobs, calciatore tedesco
- 1999 - Allan Linguet, calciatore francese
- 1999 - Tyrell Malacia, calciatore olandese
- 1999 - Emiliano Martínez Toranza, calciatore uruguaiano
- 1999 - Chandrel Massanga, calciatore congolese (Repubblica del Congo)
- 1999 - Isaac Nader, mezzofondista portoghese
- 1999 - Federico Poser, cestista italiano
- 1999 - Hakan Reçber, taekwondoka turco
- 1999 - Davy Rouyard, calciatore francese
- 1999 - Nicklas Strunck Jakobsen, calciatore danese
- 1999 - Aleksa Terzić, calciatore serbo
- 1999 - Sharlissa de Jesús, pallavolista portoricana
- 1999 - Illja Škuryn, calciatore bielorusso
- 2000 - Hashim Ali, calciatore qatariota
- 2000 - Álvaro Barreal, calciatore argentino
- 2000 - Thomás Chacón, calciatore uruguaiano
- 2000 - Heron Crespo da Silva, calciatore brasiliano
- 2000 - Stephen Duke-McKenna, calciatore guyanese
- 2000 - Thomas Gachignard, ciclista su strada francese
- 2000 - Lil Pump, rapper e cantautore statunitense
- 2000 - Dovydas Giedraitis, cestista lituano
- 2000 - Travis Glover, giocatore di football americano statunitense
- 2000 - Rafael Haller, calciatore uruguaiano
- 2000 - Ngeno Kipngetich, mezzofondista keniota
- 2000 - Maurice Malone, calciatore tedesco
- 2000 - Adrijana Mori, calciatrice slovena
- 2000 - Olivia Nelson-Ododa, cestista statunitense
- 2000 - Kwaku Bonsu Osei, calciatore ghanese
- 2000 - Rodrigo Saravia, calciatore uruguaiano
- 2000 - Marcel Schantl, calciatore austriaco
- 2000 - Hrvoje Smolčić, calciatore croato
- 2000 - Ivan Smolčić, calciatore croato
- 2000 - Denys Taraduda, calciatore ucraino
- 2000 - VillaBanks, rapper italiano
- 2000 - Sjuzanna Valodz'ka, sollevatrice bielorussa

## XXI secolo(26)
- 2001 - Alex Douglas, calciatore svedese
- 2001 - Laura Felber, calciatrice svizzera
- 2001 - Daniss Jenkins, cestista statunitense
- 2001 - Diego Romero, calciatore peruviano
- 2001 - Darnell Washington, giocatore di football americano statunitense
- 2002 - Charlie Cresswell, calciatore inglese
- 2002 - Valentin Foubert, saltatore con gli sci francese
- 2002 - Oscar Uddenäs, calciatore svedese
- 2003 - Brayan Alcócer, calciatore venezuelano
- 2003 - Rayan Cherki, calciatore francese
- 2003 - Melchie Dumornay, calciatrice haitiana
- 2003 - The Kid Laroi, cantautore, rapper e produttore discografico australiano
- 2003 - Cam Little, giocatore di football americano statunitense
- 2003 - Shin'ya Nakano, calciatore giapponese
- 2003 - Renne Rivas, calciatore venezuelano
- 2003 - Nastasja Schunk, tennista tedesca
- 2003 - Fredrik Sjøvold, calciatore norvegese
- 2003 - Riku Yamane, calciatore giapponese
- 2004 - Tia Clayton, velocista giamaicana
- 2004 - Ognjen Mimović, calciatore serbo
- 2004 - Demir Ege Tıknaz, calciatore turco
- 2005 - Sydney Turner, ginnasta canadese
- 2005 - Elías de León, calciatore uruguaiano
- 2006 - Naja Poje Mihelič, calciatrice e giocatrice di calcio a 5 slovena
- 2007 - Gabriel Carvalho, calciatore brasiliano
- 2007 - Anastasia Voronkova, nuotatrice artistica kazaka

## Senza anno specificato(1)
- Maria Ràtkova, mezzosoprano e contralto russo